# آلبرتو کینتانو
آلبرتو کینتانو (اسپانیایی: Alberto Quintano‎؛ زادهٔ ۲۶ آوریل ۱۹۴۶) بازیکن و مربی فوتبال اهل شیلی بود

## باشگاهی
از باشگاه‌هایی که در آن بازی کرده‌است می‌توان به باشگاه فوتبال یونیورسیداد شیلی و باشگاه فوتبال کروز آزول اشاره کرد.

## تیم ملی
وی همچنین در تیم ملی فوتبال شیلی بازی کرده‌است.